# Districte de Jičín
El districte de Jičín (en txec Okres Jičín) és un districte de la regió de Hradec Králové, a la República Txeca. La capital n'és Jičín.

## Llista de municipis
Bačalky Plantilla:Malé • 
Bašnice • 
Běchary Plantilla:Malé • 
Bílsko u Hořic • 
Boháňka Plantilla:Malé • 
Borek Plantilla:Malé • 
Brada-Rybníček Plantilla:Malé • 
Březina • 
Bříšťany • 
Budčeves Plantilla:Malé • 
Bukvice Plantilla:Malé • 
Butoves • 
Bystřice Plantilla:Malé • 
Cerekvice nad Bystřicí Plantilla:Malé • 
Červená Třemešná • 
Češov Plantilla:Malé • 
Dětenice Plantilla:Malé • 
Dílce • 
Dobrá Voda u Hořic • 
Dolní Lochov • 
Dřevěnice Plantilla:Malé • 
Holín Plantilla:Malé • 
Holovousy Plantilla:Malé • 
Hořice Plantilla:Malé • 
Cholenice • 
Chomutice Plantilla:Malé • 
Choteč • 
Chyjice • 
Jeřice Plantilla:Malé • 
Jičín Plantilla:Malé  • 
Jičíněves Plantilla:Malé • 
Jinolice • 
Kacákova Lhota Plantilla:Malé • 
Kbelnice • 
Kněžnice Plantilla:Malé • 
Konecchlumí Plantilla:Malé • 
Kopidlno Plantilla:Malé • 
Kostelec • 
Kovač • 
Kozojedy • 
Kyje • 
Lázně Bělohrad Plantilla:Malé  • 
Libáň Plantilla:Malé • 
Libošovice Plantilla:Malé • 
Libuň Plantilla:Malé • 
Lískovice Plantilla:Malé • 
Lukavec u Hořic Plantilla:Malé • 
Lužany • 
Markvartice Plantilla:Malé • 
Miletín • 
Milovice u Hořic • 
Mladějov Plantilla:Malé • 
Mlázovice Plantilla:Malé • 
Nemyčeves • 
Nevratice • 
Nová Paka Plantilla:Malé  • 
Ohařice • 
Ohaveč • 
Osek • 
Ostroměř Plantilla:Malé • 
Ostružno • 
Pecka Plantilla:Malé  • 
Petrovičky • 
Podhorní Újezd a Vojice Plantilla:Malé • 
Podhradí Plantilla:Malé • 
Podůlší • 
Radim Plantilla:Malé • 
Rašín • 
Rohoznice • 
Rokytňany Plantilla:Malé • 
Samšina Plantilla:Malé • 
Sběř Plantilla:Malé • 
Sedliště • 
Sekeřice • 
Slatiny Plantilla:Malé • 
Slavhostice • 
Sobčice • 
Soběraz • 
Sobotka Plantilla:Malé  • 
Stará Paka Plantilla:Malé • 
Staré Hrady • 
Staré Místo • 
Staré Smrkovice • 
Střevač Plantilla:Malé • 
Sukorady Plantilla:Malé • 
Svatojanský Újezd • 
Šárovcova Lhota Plantilla:Malé • 
Tetín Plantilla:Malé • 
Třebnouševes Plantilla:Malé • 
Třtěnice • 
Tuř Plantilla:Malé • 
Úbislavice Plantilla:Malé • 
Údrnice Plantilla:Malé • 
Úhlejov Plantilla:Malé • 
Újezd pod Troskami Plantilla:Malé • 
Úlibice Plantilla:Malé • 
Valdice • 
Veliš Plantilla:Malé • 
Vidochov Plantilla:Malé • 
Vitiněves • 
Volanice • 
Vrbice Plantilla:Malé • 
Vršce • 
Vřesník • 
Vysoké Veselí Plantilla:Malé • 
Zámostí-Blata Plantilla:Malé • 
Zelenecká Lhota Plantilla:Malé • 
Železnice Plantilla:Malé • 
Žeretice Plantilla:Malé • 
Židovice • 
Žlunice